# Supporters de l'AS Saint-Étienne
Pour un article plus général, voir Association sportive de Saint-Étienne.
Dernière mise à jour : 21 mai 2017.
Il existe plusieurs groupes de supporters de l'AS Saint-Étienne, club de football français très populaire et dont le palmarès est un des plus importants de France.

## Les différents groupes de supporters
| Nom                              | Abréviation | Date de création | Emplacement dans le stade Geoffroy-Guichard |
| -------------------------------- | ----------- | ---------------- | ------------------------------------------- |
| Associés Supporters              | -           | 1970             | Tout le stade                               |
| Magic Fans                       | MF91        | 20/07/1991       | Kop nord (Tribune Charles Paret)            |
| Green Angels                     | GA92        | 13/02/1992       | Kop sud (Tribune Jean Snella)               |
| Indépendantistes Stéphanois 1998 | IS98        | 23/09/1998       | Tout le stade                               |
| Union des Supporters Stéphanois  | USS         | 2004             | Tout le stade                               |

Liste chronologique des différents groupements de supporters de l'AS Saint-Étienne.

### Associés Supporters
Création : 1970
Encouragent l'AS Saint-Étienne depuis 1933, lAmicale des Supporters de l'ASSE, appelée ensuite Membres Associés de l'AS Saint-Étienne, devient la Fédération des Associés Supporters de l'ASSE en 1970. Ce groupe de supporters regroupe en fait un certain nombre de sections (environ 200 aujourd'hui) qui sont des antennes visant à regrouper les supporters de la région ou de la ville où elles se trouvent. Elles organisent des déplacements aussi bien à Geoffroy-Guichard qu'à l'extérieur et participent ainsi à l'expansion de la « vague verte », c’est-à-dire à l'augmentation du nombre de supporters de l'ASSE, même dans des régions pourtant très éloignées de Saint-Étienne, voire dans des pays étrangers. Les Associés sont environ 5 000 à ce jour. Ils n'ont pas de tribune propre et se situent donc dans les quatre tribunes du Chaudron.
Nombre de sections par région française :
- Auvergne-Rhône-Alpes : 101 sections, dont 26 dans la Loire et 7 dans le Rhône dont notamment une à Lyon.
- Bourgogne-Franche-Comté : 19 sections.
- Bretagne : 3 sections.
- Centre-Val de Loire : 8 sections.
- Grand Est : 7 sections.
- Hauts-de-France : 12 sections.
- Île-de-France : 7 sections.
- Normandie : 4 sections.
- Nouvelle-Aquitaine : 12 sections.
- Occitanie : 16 sections.
- Pays de la Loire : 5 sections.
- Provence-Alpes-Côte d'Azur : 17 sections.

Dans les DOM-TOM : Antilles-Guyane : 3 sections. Mayotte, Tahiti et la Nouvelle-Calédonie ne comportent qu'une section chacune.

### Magic Fans
Création : 1991
Slogan : En vert et contre tous.

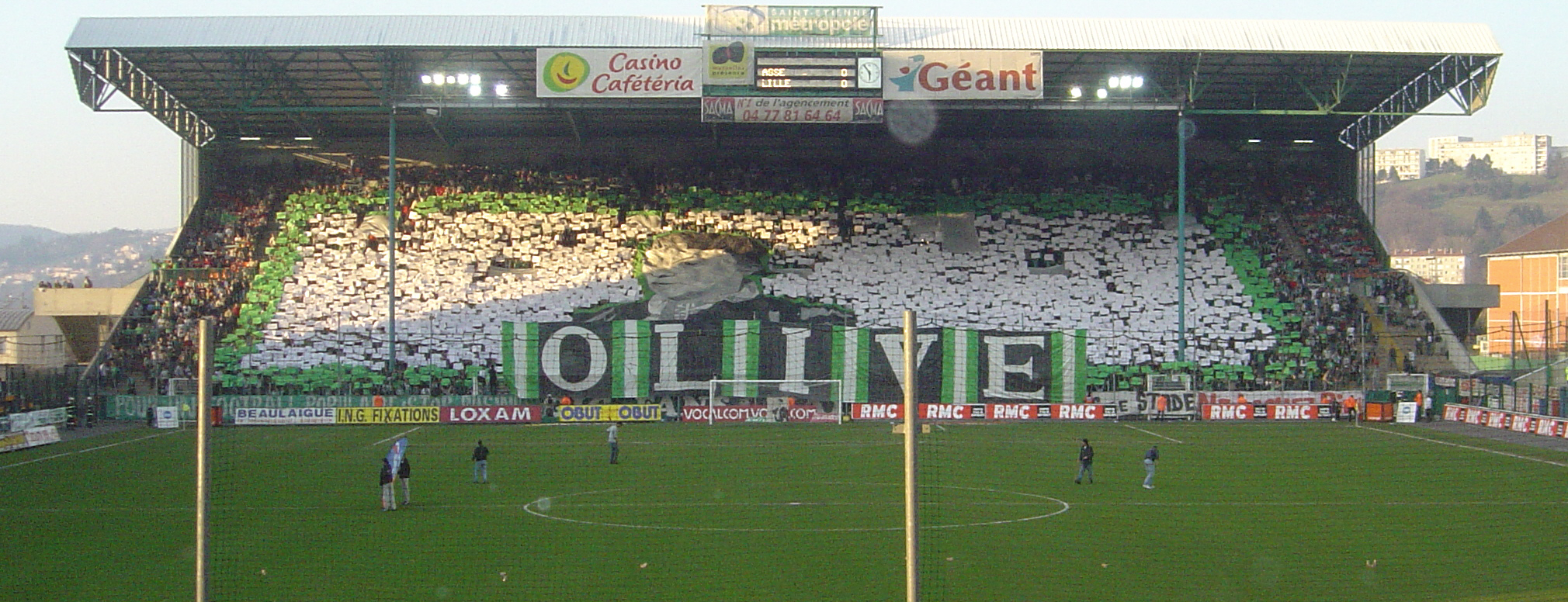
Tifo des Magic Fans en 2005 rendant hommage a l'un des leaders du groupe décédé.

Les Magic Fans (MF) sont un groupe créé le 20 juillet 1991. L'emblème des Magic Fans est un crâne avec un chapeau et une écharpe noire et verte. Les "MF" utilisent également comme symbole fréquent le visage d'Alex, personnage principal du film Orange Mécanique. Ce groupe s'installe dans le Kop Nord (tribune Charles Paret inférieur) où il chante debout pour ses couleurs.
Le groupe naît dans la tête de cinq jeunes étudiants lors d'une réunion dans un bar de région lyonnaise (Villeurbanne), désirant proposer une « meilleure façon de supporter dans le Forez ». Ces jeunes magics fédèrent autour d'eux des jeunes et moins jeunes avec pour but d'imposer le respect aux potentiels rivaux de l'époque et se montrer dignes lors des matchs en ne cessant jamais de chanter, de proposer des animations et de se déplacer partout en France, d'importer le mouvement "Ultras" à Saint-Étienne. Les Magic Fans proposent des tifos et diverses animations pyrotechniques, comme lors du match ASSE-PSG au cours duquel l'Avant-Garde fêtait ses 20 ans.
Les Magics Fans possèdent le plus grand nombre de tifos déployés lors d'une seule rencontre. 2 bâches déployés ainsi que 6 tifos feuilles différents pour un total de 8 tifos en un match ainsi que 2 craquages de fumigènes sur toute la tribune pour célébrer leur 20e anniversaire face au PSG le 29 mai 2011 (qui était aussi le dernier match avant la réfection de la tribune).
Les Magic Fans sont jumelés aux groupes : Ultramarines 1987 de Bordeaux, Commando Cannstatt 1997 (VfB Stuttgart), Weisschwarz Brigaden 1981 et Sconvolts 1986 (A.C. Cesena), Brescia 1911 (Brescia), Torcida Split 1950 du club croate de l'Hajduk Split et la Section Ouest 1993 du Lausanne Hockey Club.
Pour la saison 2011-2012, en raison des travaux de rénovation de la tribune Charles Paret, le groupe déménage dans un parcage de la tribune Henri Point, près du Kop sud, comportant 2 000 places, aménagé spécialement pour que ceux-ci puissent continuer à vivre leur passion et à encourager l’équipe. Les Magic Fans ont retrouvé leur nouvelle tribune le 15 septembre 2012 lors du match ASSE-Sochaux.
Notons que les Magic Fans sont caractérisés en interne par l'existence d'un groupe dédié à leurs membres les plus jeunes, l'Avant-Garde, créé en 1999.

### Green Angels
Création : 1992
Slogan : Partout toujours.

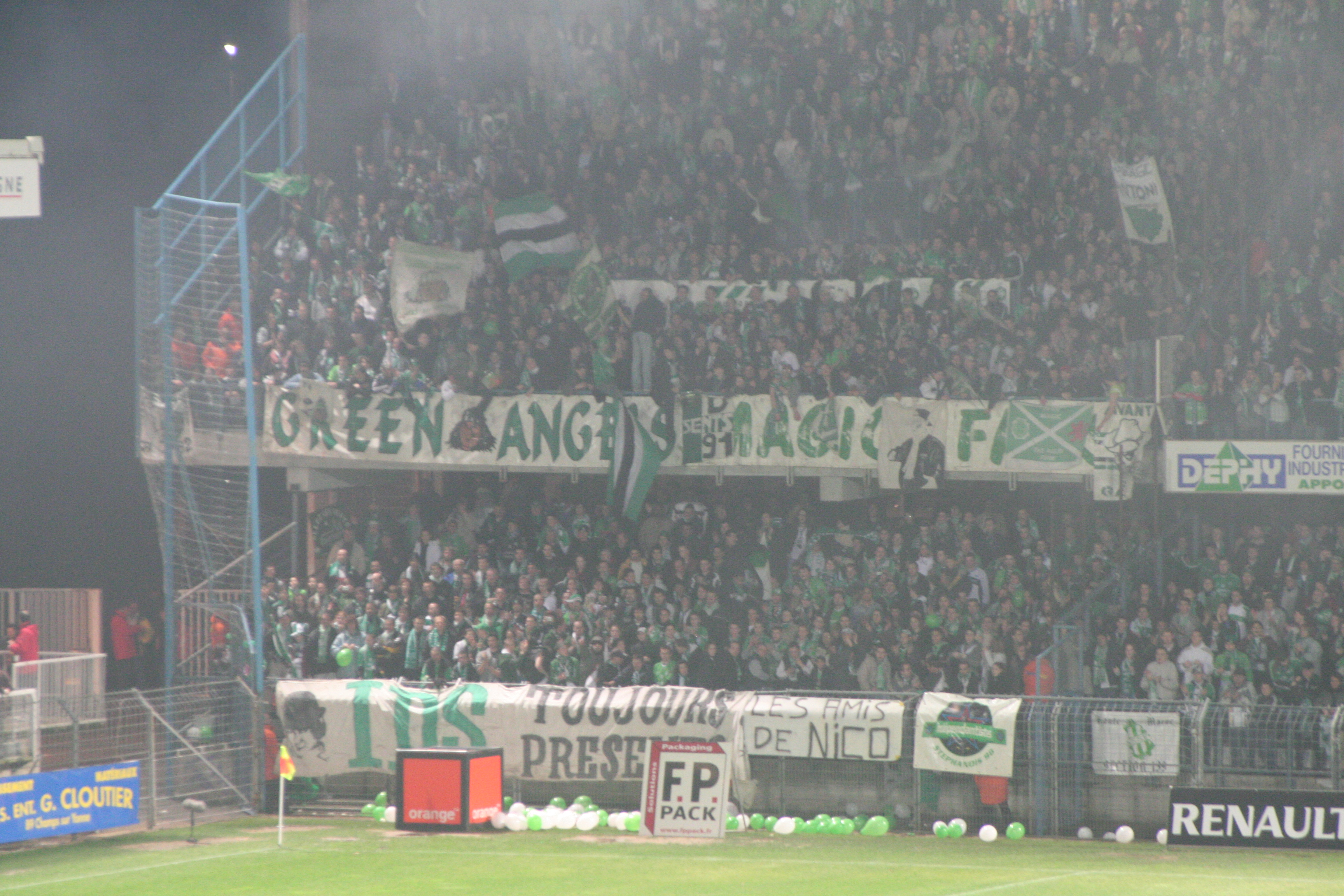
Parcage stéphanois, lors d'un déplacement au stade de l'Abbé-Deschamps à Auxerre en 2006.

Créé le 13 février 1992, le groupe était installé en Kop nord, avant de rejoindre le Kop sud (tribune Jean Snella) en 1997. Le noyau GA est lié aux ultras de l'Áris Thessaloníki Football Club, la SUPER 3. Ce groupe a un attachement très fort à la culture stéphanoise, au parler "gaga" (patois local) et fait preuve de nombreuses initiatives en dehors du stade : réalisation d’une émission de radio Enfer Vert Magazine, tous les lundis soir, et publication d’une note d’information sur le groupe tirée à plus de 2 000 exemplaires. Il dispose de sections en Ardèche, à Clermont-Ferrand, en Haute-Savoie, et région parisienne... Le symbole du groupe est le Cochise avec un bandeau vert et blanc noué sur le crâne symbolisant l'insoumission. Les animations en tribune des Green Angels surtout au niveau des tifos (par exemple, 6 tifos différents ont été réalisés lors de la célébration des 20 ans du groupe en février 2012 lors de ASSE-Stade Rennais et 5 autres tifos pour les 30 ans en avril 2022 lors de ASSE-Monaco) et des fumigènes, faisant partie intégrante de leurs animations, causent souvent des amendes pour le club ainsi que des fermetures de tribunes.
En septembre 2013, le groupe annonce son auto-dissolution pour différentes raisons : perte de contact avec la direction du club, acharnement de sanctions envers le groupe, etc. Toutefois, ils poursuivent leurs activités dans le nouveau Kop sud, malgré la répression très forte à leur sujet.

### Indépendantistes Stéphanois 1998
Création : 1998
Ce groupe de supporters de l'ASSE est né le 23 septembre 1998 à l'aube de la saison euphorique de la remontée en Ligue 1. Il se situe au Kop nord (tribune Charles Paret).

### Union des Supporters Stéphanois
Création : 2004

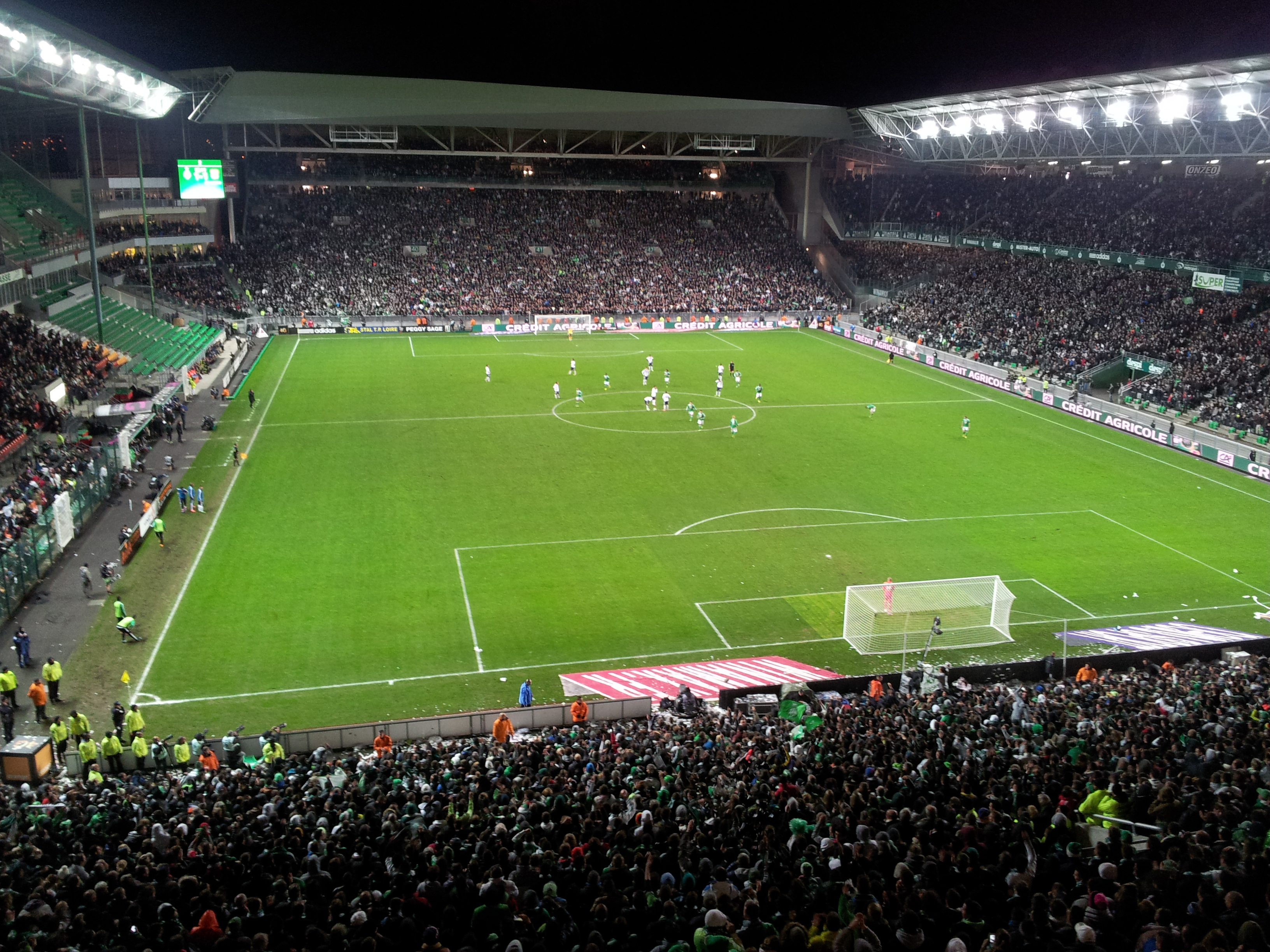
Le stade Geoffroy-Guichard, en cours de rénovation, en novembre 2013.

Slogans : Fort & Vert et Aimer, Servir, Soutenir, Ensemble.
L'Union des Supporters Stéphanois a été créé par trois Présidents de sections des Associés Supporters à la fin de l'année 2004. C'est une association loi de 1901 depuis le 25 mai 2005.
Cette union s'engage, à travers sa devise, à : « Aimer, Servir, Soutenir, Ensemble » l'ASSE, à respecter l'éthique et les valeurs de ce club qui est cher aux supporters des Verts. L'Union s'engage aussi à conserver un fonctionnement honnête, transparent, démocratique. Les groupes de l'USS sont dispersés dans la France entière (31 actuellement et plusieurs autres en cours de création) et ont une autonomie juridique, administrative et financière. Cependant, l'USS aide à la création de ses groupes. L'Union des Supporters Stéphanois organise les déplacements pour tous les matches à l'extérieur au départ de Saint-Étienne. De nombreux groupes de l'USS en France organisent également des déplacements.

### Les sanctions de la Ligue de football professionnel
Le 20 avril 2012, trois groupes de supporters stéphanois, les Magic Fans, les Green Angels et les Associés Supporters, se sont vus refuser l'entrée au stade pour les trois dernières rencontres à domicile de la saison 2011-2012. Cette sanction fait suite aux incidents survenus lors du derby retour de la 28e journée de Ligue 1 entre l'AS Saint-Étienne et l'Olympique lyonnais, le 17 mars 2012. La LFP a recensé l'utilisation de seize engins pyrotechniques et d'un jet de pétard sur la pelouse à proximité des joueurs .
Les dirigeants ont décidé de faire appel à la suite de cette décision . Le Comité national olympique et sportif français (CNOSF) a décidé de suspendre cette décision. Les supporters de l'ASSE ont donc pu assister aux deux dernières rencontres de leur équipe à Geoffroy-Guichard.
Il faut aussi compter de nombreuses amendes pour l'utilisation d'engins pyrotechniques dans l'enceinte du stade, une amende de près de 50 000 euros pour l'envahissement du terrain lors de la qualification du club pour la finale de la Coupe de la Ligue le 15 janvier 2013, face au LOSC Lille. De nombreuses interdictions de déplacements ont vu le jour à la fin de l'année 2013, les supporters se sont vus interdits de déplacements pour les matchs à l'extérieur jusqu'au premier janvier 2014 à cause des incidents extra-sportifs au départ du stade Auguste-Delaune en février 2013 et surtout des graves incidents qui ont émaillés l'avant-match OGC Nice-ASSE à l'Allianz Riviera, le 23 novembre 2013 (sièges arrachés, dégradations des barrières de protection, gazage par les CRS, etc.).
Les supporters stéphanois critiquent très ouvertement les méthodes de répressions intensives pratiquées dans le foot français par la LFP, notamment sous l'impulsion de Frédéric Thiriez, très mal vu par les ultras à cause de sa direction « football business ». Les Green Angels 92 se sont vus refuser l'entrée au stade le 21 août 2016 pendant le match ASSE-Montpellier HSC à domicile, à cause de l'allumage de fumigènes et de sièges brûlés lors de la dernière journée de Ligue 1 2015-2016 face à Lille en mai 2016. Le 21 août 2016, le Kop sud a été complètement fermé au public.
 (février 2012).

## Les fans célèbres
L'ASSE est également soutenu par des personnalités. En voici une liste non exhaustive.

### Art
- Pedro Diaz, artiste sculpteur ;
- Mathieu Demore, illustrateur ;
- Benjamin Goût-Muñoz, intermittent du spectacle.

### Littérature
- Benjamin Danet, auteur ;
- Bernard Pivot, journaliste, critique littéraire et animateur ;
- Jorge Semprún, écrivain et scénariste.

### Musique
- Jacques Monty, auteur de la chanson mythique "Allez les Verts" ;
- Calogero, chanteur, compositeur[9] ;
- Antoine Clamaran, DJ international ;
- Daniel Balavoine, chanteur français auteur d’une chanson à destination des supporters stéphanois ;
- Doc Gynéco, rappeur[10] ;
- Bernard Lavilliers, chanteur ;
- Mickey 3D, groupe de rock, ayant notamment composé la chanson Johnny Rep en hommage au joueur stéphanois du même nom ;
- Los Purinos, groupe de rock bordelais, reprenant la mythique chanson de 1976 Allez les Verts ! en version street punk à chaque concert ;
- Noir Désir, groupe de rock ;
- Norma Ray, chanteuse ;
- Saint Etienne, groupe de rock britannique dont le nom rend hommage à l'ASSE ;
- Youssou N'Dour, auteur-compositeur, interprète et musicien ;
- Wazoo, groupe de rock ;
- Zed Yun Pavarotti, chanteur ;
- Terrenoire, groupe de musique originaire de Saint-Étienne ;
- Fils Cara, chanteur et supporter de l'AS Saint-Étienne. Il fait référence au maillot des Verts dans une de ses chansons[11] ;
- An'Om x Vayn, célèbre duo d'artistes venant de Saint-Étienne ;
- Seb, artiste et vidéaste s’étant régulièrement affiché comme un suiveur du club.

### Politique
- Michel Durafour, ancien Ministre de la République Française ;
- Valery Giscard d'Estaing, ancien président de la République Française ;
- Jean Lassalle, candidat à l’élection présidentielle française de 2017 puis de élection présidentielle française de 2022 ;
- Georges Marchais, secrétaire du Parti communiste français de 1972 à 1994 ;
- Laurent Wauquiez, président du conseil régional d'Auvergne-Rhône-Alpes (Les Républicains) depuis 2016, ancien secrétaire d'État et ministre entre 2007 et 2012[12], [13] ;
- François Mitterrand, ancien président de la République Française ;
- Yannick Jadot, candidat à l’élection présidentielle française de 2022 et Secrétaire Général du parti Europe Écologie Les Verts.

### Radio
- Difool, animateur radio ;
- Jacques Vendroux, journaliste radio ;
- Guillaume Pley, animateur radio.

### Restauration
- Pierre Gagnaire, grand chef cuisinier ;
- Olivier Poussier, sommelier.

### Scène, théâtre et fiction
- Timothée Chalamet, acteur franco-américain[14] ;
- Élodie Chérie, actrice pornographique ;
- Frédéric Diefenthal, acteur français ;
- Jérémie Duvall, acteur français ;
- Bruno Gaccio, auteur humoriste satirique et metteur en scène ;
- Didier Gustin, imitateur et acteur ;
- Kad Merad, acteur[15] ;
- Muriel Robin, humoriste et actrice ;
- Bruno Solo, acteur et animateur.

### Sport
- Alexis Ajinça, basketteur ;
- Luc Alphand, skieur et pilote automobile ;
- Romain Bardet, cycliste ;
- Philippe Bozon, joueur de hockey sur glace ;
- Thomas Castaignède, rugbyman ;
- Élodie Clouvel, athlète de pentathlon moderne[16] ;
- Jean-Luc Crétier, skieur alpin ;
- Cédric Desbrosse, rugbyman ;
- Bruno Girard, boxeur ;
- Stéphane Glas, rugbyman ;
- Driss Maazouzi, athlète ;
- Yannick Noah, tennisman et chanteur ;
- Pascal Papé, rugbyman ;
- Jean-Christophe Péraud, cycliste ;
- Franck Piccard, skieur alpin ;
- Alain Prost, pilote automobile.

### Télévision
- Denis Balbir, journaliste sportif[17] ;
- Kader Boudaoud, journaliste sportif ;
- Michel Drucker, animateur ;
- Marion Jollès, journaliste sportif ;
- Christophe Josse, journaliste sportif ;
- Louis Laforge, animateur[18] ;
- Marina Lorenzo, journaliste sportive[19],[20] ;
- Olivier Rey, journaliste sportif ;
- Henri Sannier, journaliste ;
- Philippe Vandel, journaliste et chroniqueur ;
- Dominique Grimault, journaliste sportif.

## Amitié des supporters du FC Girondins de Bordeaux et de l'AS Saint-Étienne
Les ultras bordelais et stéphanois se rapprochent progressivement vers la fin des années 1980, à l'occasion de tournois de football entre supporters,. Leur amitié se scelle en juin 1992, lors d'une rencontre à Bordeaux : malgré le contraste entre une ville de Bordeaux réputée bourgeoise et une Saint-Étienne prolétaire, les meneurs des Magic Fans du Kop Nord stéphanois et les Ultramarines du virage sud bordelais prennent conscience de leur vision commune. L'histoire parallèle des deux clubs, dont les périodes d'apogées viennent de s'achever — Saint-Étienne pendant les années 1970, les Girondins dans la décennie suivante — contribue à forger cette entente. 
Les deux groupes se rendent régulièrement visite et les matchs entre les deux équipes sont l'occasion de proclamer leur lien particulier : en 2005 par exemple, une banderole est déployée à Geoffroy-Guichard : « Ultras, Magic : une fraternité unique pour une amitié historique ». En 2015 c'est un tifo aux couleurs alternées des deux clubs, vert et bleu marine, qui s'organise dans les tribunes des virages, tandis qu'une banderole affirme « Brothers forever ». Le même dispositif est repris à Bordeaux en 2023 pour célébrer plus de trente ans d'amitié, alors que les deux clubs s'affrontent désormais en Ligue 2. Dans les différends qui opposent parfois groupes d'ultras et dirigeants de club, les deux groupes de supporters se soutiennent comme en décembre 2022 quand les Ultramarines inscrivent sur une de leurs banderoles « L’ASSE appartient à ses supporters, pas à ses actionnaires ». 

## Sources
- Christophe Barge et Laurent Tranier : Association Sportive de Saint-Étienne. 1933-2003 : 70 ans de passion. Timée éditions, 2002.  (ISBN 2-9518952-0-8)